# Sender Heuberg (Tirol)
Der Sender Heuberg steht nordöstlich von Schwaz (auf dem Heuberg / in der Gemeinde Stans) und deckt den Großraum Schwaz ab. Der Senderinhaber ist privat. Der interne Name des Senders lautet SCHWAZ2.

## UKW-Sender
| Frequenz  | Sender           | RDS      | Senderlogo | PI-Code               | Regionalisierung | Sendeleistung |
| --------- | ---------------- | -------- | ---------- | --------------------- | ---------------- | ------------- |
| 100,2 MHz | Radio U1 Tirol   | U1*TIROL |            | AA54                  | Tirol            | 0,05 kW       |
| 103,1 MHz | oe24 Radio       | _OE_24__ |            | A3E0/ AAE0 (regional) | Tirol/Vorarlberg | 0,055 kW      |
| 105,5 MHz | Life Radio Tirol | _*LIFE*_ |            | AA40                  | Tirol            | 0,05 kW       |

oe24 Radio (vormals Radio Austria) sendet auf der alten Frequenz von Antenne Tirol.

## Sendegebiet
Das Sendegebiet reicht von Jenbach bis nach Weer.